# Rally-VM 1999
Rally-VM 1999 kördes över 14 omgångar och vanns av Tommi Mäkinen, Finland. Toyota körde sin sista säsong som fabriksstall och Didier Auriol gav stallet en bra avslutning med en tredjeplats.

## Statistik

### Delsegrare
| Rally               | Vinnare           | Märke      |
| ------------------- | ----------------- | ---------- |
| Monte Carlo-rallyt  | Tommi Mäkinen     | Mitsubishi |
| Svenska rallyt      | Tommi Mäkinen     | Mitsubishi |
| Safarirallyt        | Colin McRae       | Ford       |
| Portugisiska rallyt | Colin McRae       | Ford       |
| Katalanska rallyt   | Philippe Bugalski | Citroën    |
| Korsikanska rallyt  | Philippe Bugalski | Citroën    |
| Argentinska rallyt  | Juha Kankkunen    | Subaru     |
| Akropolisrallyt     | Richard Burns     | Subaru     |
| Nyzeeländska rallyt | Tommi Mäkinen     | Mitsubishi |
| Finska rallyt       | Juha Kankkunen    | Subaru     |
| Kinesiska rallyt    | Didier Auriol     | Toyota     |
| Sanremorallyt       | Tommi Mäkinen     | Mitsubishi |
| Australienrallyt    | Richard Burns     | Subaru     |
| Brittiska rallyt    | Richard Burns     | Subaru     |

### Slutställning
| Plats | Förare            | Märke      | Poäng |
| ----- | ----------------- | ---------- | ----- |
| 1     | Tommi Mäkinen     | Mitsubishi | 62    |
| 2     | Richard Burns     | Subaru     | 55    |
| 3     | Didier Auriol     | Toyota     | 52    |
| 4     | Juha Kankkunen    | Subaru     | 44    |
| 5     | Carlos Sainz      | Toyota     | 44    |
| 6     | Colin McRae       | Ford       | 23    |
| 7     | Philippe Bugalski | Citroën    | 20    |
| 8     | Freddy Loix       | Mitsubishi | 14    |